# Узилов, Евгений Михайлович
Евгений Михайлович Узилов — советский хозяйственный, государственный и политический деятель.

## Биография
Родился в 1931 году в Октябрьске. Член КПСС с года.
С 1950 года — на хозяйственной, общественной и политической работе. В 1950—1990 гг. — бурильщик, заместитель начальника, начальник отдела конторы бурения, секретарь парткома НПУ «Первомайнефть», первый секретарь Отрадненского горкома КПСС, заведующий отдела нефтяной и газовой промышленности Куйбышевского обкома КПСС, генеральный директор производственного объединения «Куйбышевнефть».
Делегат XXV и XXVII съездов КПСС.
Умер в Самаре в 1994 году.

## Память
В городе Отрадный Самарской области в честь Е. М. Узилова назван бульвар.